# 圣阿德瑞托里
圣阿德瑞托里（法語：Saint-Adjutory，法語發音：[sɛ̃.t‿adʒytɔʁi]）是法国夏朗德省的一个市镇，属于孔福朗区。

## 地理
圣阿德瑞托里（45°45'54"N, 0°28'29"E）面积14.04 平方千米，位于法国新阿基坦大区夏朗德省，该省份为法国西部内陆省份，北起德塞夫勒省和维埃纳省，东临上维埃纳省，东南至多尔多涅省，南至多爾多涅省，西接滨海夏朗德省。
与圣阿德瑞托里接壤的市镇（或旧市镇、城区）包括：博尼约尔河畔沙斯讷伊、马兹罗勒、蒙唐伯夫、塔波纳-弗勒里尼亚克、维特拉克-圣樊尚、伊夫拉克和马莱朗。

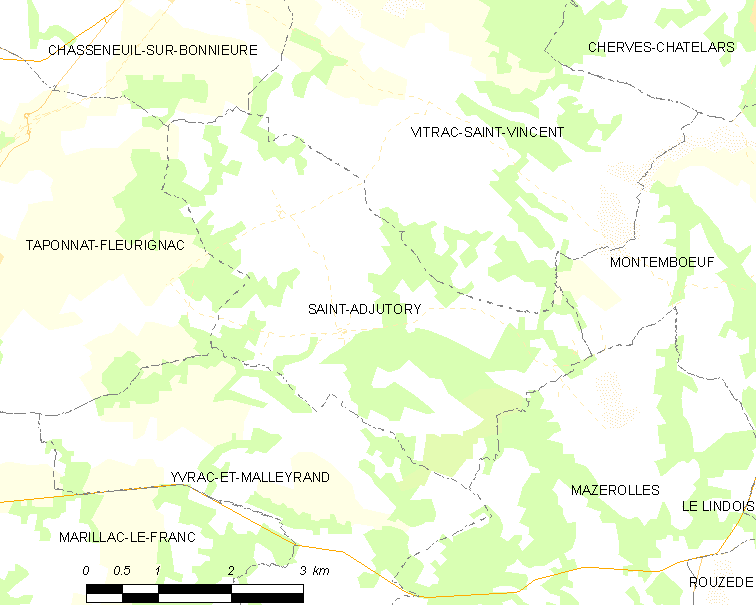
圣阿德瑞托里的OSM定位图

圣阿德瑞托里的时区为UTC+01:00、UTC+02:00（夏令时）。

## 行政
圣阿德瑞托里的邮政编码为16310，INSEE市镇编码为16293。

## 政治
圣阿德瑞托里所属的省级选区为塔杜瓦尔河谷县。

## 人口

1962-2008年间圣阿德瑞托里人口变化图示

圣阿德瑞托里于2022年1月1日时的人口数量为493人。